# Renato Carli Ballola
Renato Carli Ballola (Porto Garibaldi, 20 aprile 1904 – Roma, 13 marzo 1963) è stato un giornalista e politico italiano, antifascista militante, scrisse diversi saggi storici.

## Biografia
Dopo la prima guerra mondiale. ancora molto giovane. si era procurato un lavoro impiegatizio che però dopo non molto abbandonò per militare nella "Federazione giovanie socialista". Dato il suo attivismo e la sua passione per la carta stampata divenne direttore del giornale socialista "La scintilla".

 
In seguito all'emanazione delle leggi speciali del 1926, chiamate Leggi fascistissime, venne messo sotto stretta sorveglianza e, benché egli di conseguenza agisse con cautela, fu perseguitato a più riprese.
 Dopo l'8 settembre 1943 prese parte alla guerra di liberazione e fu responsabile della stampa clandestina del partito socialista italiano per la Lombardia.

Dopo il 25 aprile 1945 ricoprì gli incarichi di direttore del quotidiano Avanti! e di segretario della Federazione giovanile socialista nonché membro della direzione del Partito Socialista Italiano. Nel corso della sua attività, oltre a numerosi articoli giornalistici, scrisse vari saggi di carattere politico. Per la sua attività pubblicistica sul quotidiano Avanti! nel 1961 gli fu assegnato il Premio Saint-Vincent per il giornalismo nella sua dodicesima edizione.

## Saggi
- Storia del socialismo, Pavia, Il Regisole, 1945.
- Avanti! mezzo secolo di lotte, Ravenna, Porto Garibaldi editore, 1946.
- L’Azione cattolica alla conquista dell’Italia, Milano, Editore Avanti!, 1953.
- 1953 Il processo Parri, Milano, Ceschina Editore, 1954.
- Il grano rosso, vita e morte di Salvatore Carnevale, Milano, Editore Avanti!, 1956.
- Storia della resistenza, Milano, Editore Avanti!, 1957.
- La resistenza armata, Milano, Editore Avanti! - Collana del Gallo, 1965.

## Corrispondenza
L'Archivio del Senato della Repubblica Italiana conserva corrispondenza di Renato Carli Ballola con Ferruccio Parri e con Pietro Nenni:
- con Ferruccio Parri dal 1953 al 1957, su patrimonio.archivio.senato.it. URL consultato il 28 gennaio 2025.
- con Pietro Nenni dal 9 giugno 1949 al 1 novembre 1958, su patrimonio.archivio.senato.it. URL consultato il 28 gennaio 2025.